# Аргания
Арга́ния, также Аргания железная, Арган, Арганское дерево, Аргана, Аргановое дерево, Арганное дерево, Аргания колючая (лат. Sideroxylon spinosum, syn. Argania spinosa, syn. Argania sideroxylon), — древесное растение, вид рода Сидероксилон (Sideroxylon) семейства Сапотовые (Sapotaceae); одно из «железных деревьев». Ценная масличная культура, распространённая на северо-западе Африки; из плодов получают так называемое аргановое масло, которое является заменой оливкового.
До недавнего времени растение было известно под названием Argania spinosa и выделялось в монотипный род Argania.

## Распространение, экология
Естественный ареал вида охватывает Алжир, Западную Сахару, Мавританию и Марокко. Аргания как интродуцированное растение встречается в Испании: как на европейской части государства, так и на Канарских островах.
В Марокко образует редколесья на юго-западе страны, которые занимают до 7 % от общей площади лесов в стране; эти леса имеют важное значение с точки зрения недопущения опустынивания и эрозии почв. Аргановые леса в настоящее время покрывают около 8280 км² Марокко и охраняются в Аргановом биосферном заповеднике под эгидой ЮНЕСКО.
Аргания имеет охранный статус «уязвимый вид» (VU).

## Ботаническое описание

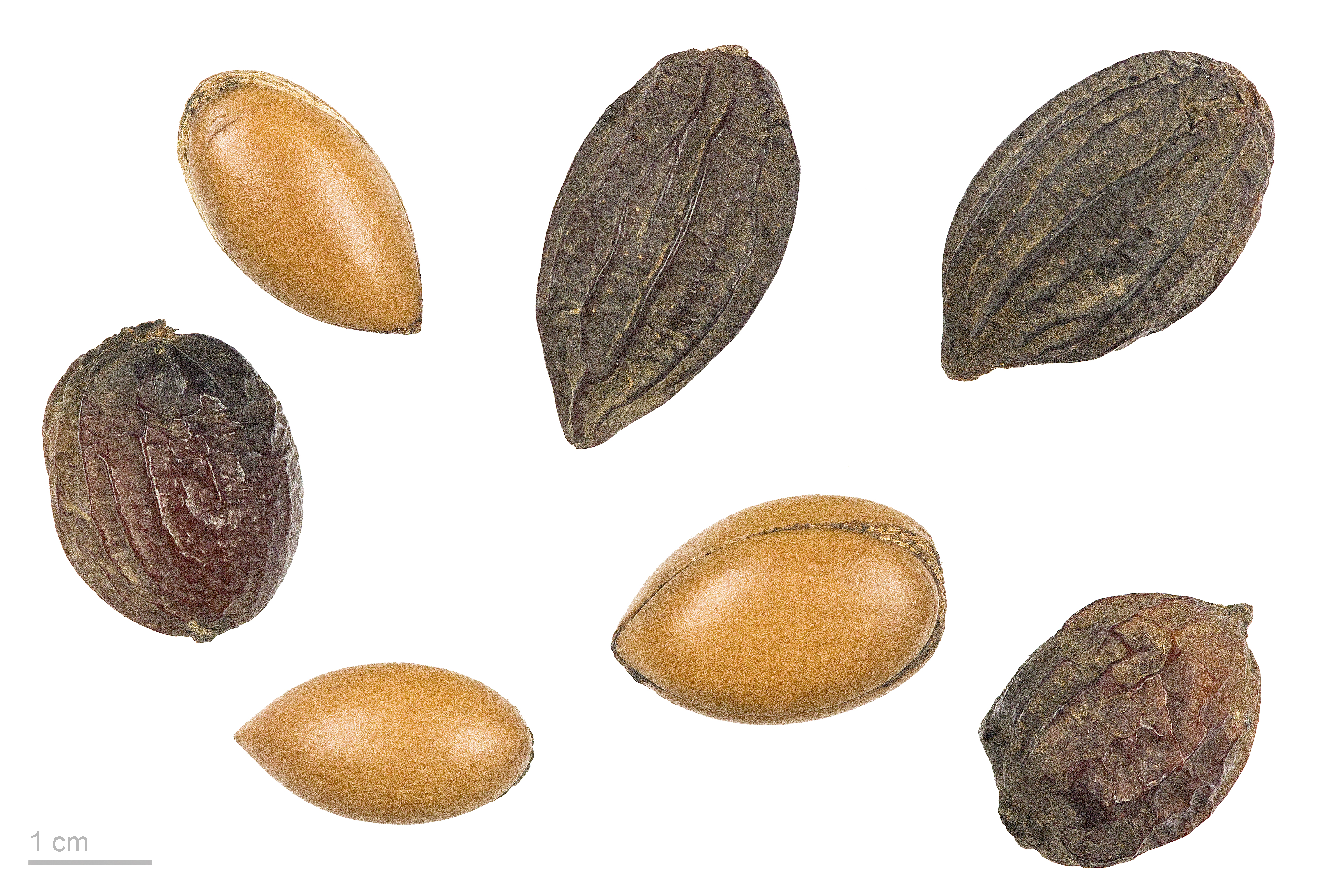
Плоды и семена аргании колючей. Тулузский музеум

Аргания — дерево с тернистыми ветвями, достигающее 8—10 м в высоту и живущее 150—200 лет.
Древесина очень твёрдая и тяжёлая.

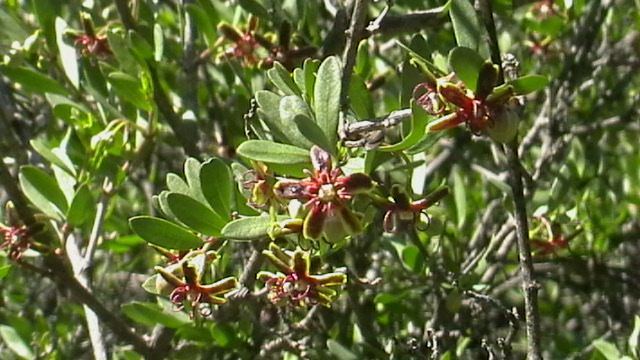
Цветки аргании

Листья маленькие, 2—4 см длиной, овальные, с закруглённым концом. Цветки маленькие, с пятью бледными жёлто-зелёными лепестками, расцветают в апреле. Плод — 2—4 см длиной и 1,5—3 см шириной. Внутри плода содержится твёрдое ядро с 2—3 богатыми жирами семенами, окружённое слоем неприятно пахнущей мякоти. Плоды аргании созревают в течение года.

## Использование

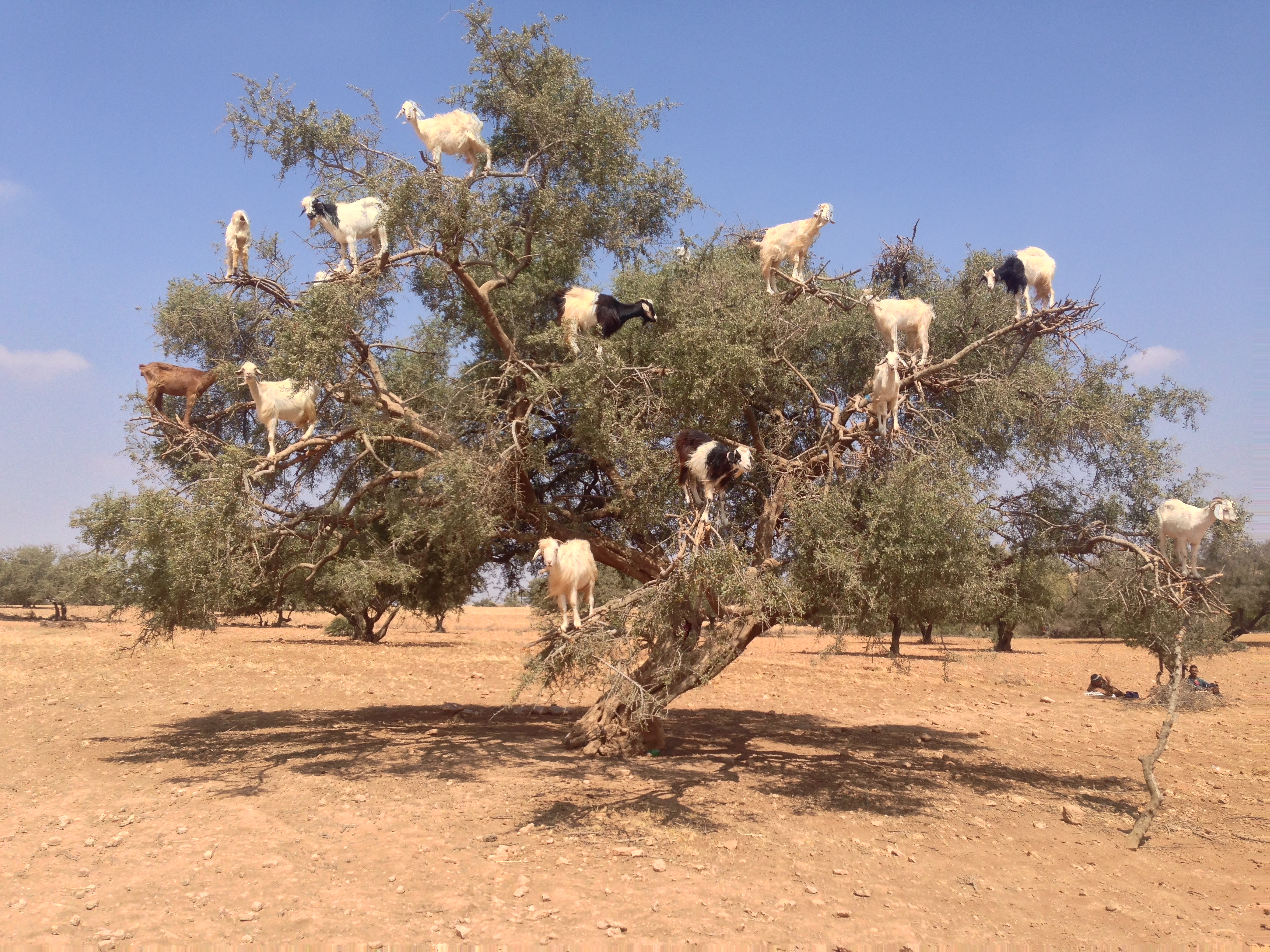
Домашние козы на аргании. Марокко

Аргановое дерево играет важную социо-экономическую роль в культуре берберов и арабов, проживающих в местах обитания аргании. Местные жители используют все части растения. Плоды употребляются в пищу, из семян добывают аргановое масло, древесина издревле применяется в строительстве и в качестве топлива; листья арганового дерева служат кормом домашнему скоту, особенно козам. В производстве и торговле арганового масла, которое используется в косметической промышленности и кулинарии, задействовано около 3 млн местных жителей.
Помимо Марокко, культивирование арганового дерева и производство арганового масла осуществляется в Израиле: на плантациях в долине Арава и в пустыне Негев. В кибуце Кетура с 1980-х годов проходит эксперимент по одомашниванию аргании .
Известный ботаник Евгений Вульф писал, что аргания рекомендуется для выращивания в полупустынях СССР.

## Таксономия, классификация
Под названием Sideroxylon spinosum вид был описан ещё Карлом Линнеем в 1753 году, однако в 1819 году Иоганном Рёмером и Йозефом Шультесом он был выделен в монотипный род Argania и правильным названием вида считалось Argania sideroxylon (позже — Argania spinosa). В 2014 году таксономический статус вида был восстановлен, название Argania было сведено в синонимику рода Sideroxylon, а названия Argania spinosa и Argania sideroxylon были сведены в синонимику вида Sideroxylon spinosum.

### Синонимы
По информации базы данных Plants of the World Online  (по состоянию на начало 2023 года), в синонимику вида входят следующие названия:
Гомотипные синонимы
- Argania sideroxylon Roem. & Schult. (1819), nom. superfl.
- Argania spinosa (L.) Skeels (1911)

Гетеротипные синонимы
- Elaeodendron argan Retz. (1791)
- Rhamnus sicula L. (1768)
- Argania spinosa var. apiculata Maire (1929)
- Argania spinosa var. mutica Maire (1929)
- Sideroxylon argan (Retz.) Baill. (1890)
- Verlangia argan (Retz.) Neck. ex Raf. (1838)